# Villa Berliet
La villa Berliet est une villa du quartier de Grange-Blanche, à Lyon, dans le département du Rhône.
Ce monument fait l’objet d’une inscription au titre des monuments historiques depuis le 31 juillet 1989 et bénéficie du label « Patrimoine du XXe siècle ».

## Histoire
D'abord résidence familiale, en 1982, à l'instigation de Paul Berliet, elle abrite la Fondation de l’Automobile Marius Berliet. La villa est ouverte aux visites lors des Journées européennes du patrimoine.

## Description
Cette demeure d'industriel, se trouve au no 39, de l'avenue Esquirol. La villa et le décor intérieur sont inscrits aux monuments historiques le 31 juillet 1989.
En 1886, « le Clos Chaussagne, seul souvenir de l'ancien village de Chaussagne », appartient à madame veuve Édouard Steiner-Pons. Par le biais de succession, puis de ventes, il est en partie acquis par la Société dite Coopérative du Parc Chaussagne, en 1909. Celle-ci élabore un plan d’urbanisme pour « de petites maisons avec cour et jardin à l'usage d'une seule famille ». Les voies sont privées. À l'angle sud-est du parc Chaussagne les deux lots acquis les 24 décembre 1910 et 30 octobre 1912 par Marius Berliet forment un îlot très important de 8 000 m2 .
La villa est construite en 1911-1912, à la demande de l'industriel par l'architecte lyonnais Paul Bruyas, celui-ci y joint la maison du gardien. En 1912, un second jardin est dû  à Joseph Linossier. En 1928, Paul Senglet ajoute une aile supplémentaire pour loger la famille.
La décoration et l'aménagement intérieur sont réalisés en étroite collaboration par deux Nancéiens : Louis Majorelle pour le décor, le mobilier et les luminaires et Jacques Grüber pour les vitraux.
L'ensemble est de style Art nouveau.
Les fabriques de jardin sont détruites et les bassins comblés vers 1982.
Depuis 1982, le bâtiment abrite  la Fondation de l'Automobile Marius Berliet.